# 1870
1870. је била проста година.

## Догађаји

### Јануар
- 30. март — Усвојен је 15. амандман Устава САД, којим и бивши робови добијају право гласа[1].

### Март
- 21. март —  Основана  је Бугарска егзархија на европском делу Османског царства и креће са широком акцијом бугаризације српског становништва.

### Јул
- 18. јул — На Првом ватиканском концилу проглашена је догма о папиној непогрешивости (инфалибилитет) о питању вере и морала свих верника.

### Август
- 6. август — Битка код Шпихерена
- 30. август — Битка код Бомона
- 19. август — 27. октобар — Опсада Меца (1870)

### Септембар
- 1. септембар — У бици код Седана у француско-пруском рату, Пруси су под командом Хелмута фон Молткеа нанели тежак пораз трупама француског цара Наполеона III.
- 4. септембар — Француска је постала република, чиме је окончано Друго француско царство Наполеона III.
- 20. септембар — Корпус берсаљера је ушао у Рим кроз Порта Пију и окончао уједињење Италије, окончавши практично привремену власт папа.

### Новембар
- 9. новембар — Битка код Кулмјеа
- 28. новембар — Битка код Бон-ла-Роланда

### Децембар
- 24. децембар — Француска војска је поразила пруску војску у бици код Пон Ноајела.

## Рођења

### Јануар
- 8. јануар — Мигел Примо де Ривера, шпански генерал и диктатор

### Август
- 31. август — Марија Монтесори, италијански лекар и педагог

### Октобар
- 10. октобар — Иван Буњин, руски књижевник. (†1953).

### Новембар
- 30. новембар — Франо Супило, хрватски политичар

### Децембар
- 10. децембар — Адолф Лос, аустријски архитекта (†1933)
- 14. децембар — Карл Ренер, аустријски политичар (†1950)

### Непознат датум
- Википедија:Непознат датум — Ђорђе Попара, српски бициклиста. (†1953)

## Смрти

### Јануар
- 3. јануар — Константин Ушински, руски педагог
- 21. јануар — Александар Херцен, руски филозоф
- 29. јануар — Леополд II, велики војвода Тоскане

### Фебруар
- 11. фебруар — Карлос Сублете, венецуелански генерал и политичар

### Март
- 1. март — Франсиско Солано Лопез, парагвајски маршал и политичар

### Април
- 11. април — Хусто Хосе де Уркиса, аргентински генерал и политичар

### Мај
- 6. мај — Џејмс Јанг Симпон, шкотски лекар

### Јун
- 6. јун — Фердинанд Врангел, немачко-руски истраживач
- 9. јун — Чарлс Дикенс, енглески књижевник

### Август
- 14. август — Дејвид Фарагут, амерички генерал

### Септембар
- 23. септембар — Проспер Мериме, француски књижевник

### Октобар
- 12. октобар — Роберт Ли, амерички генерал

### Новембар
- 28. новембар — Фредерик Базиј, француски сликар (*1841)

### Децембар
- 5. децембар — Александар Дима Отац, француски књижевник